# Aire coutumière Iaai
Pour les articles homonymes, voir Aire coutumière et Iaai.

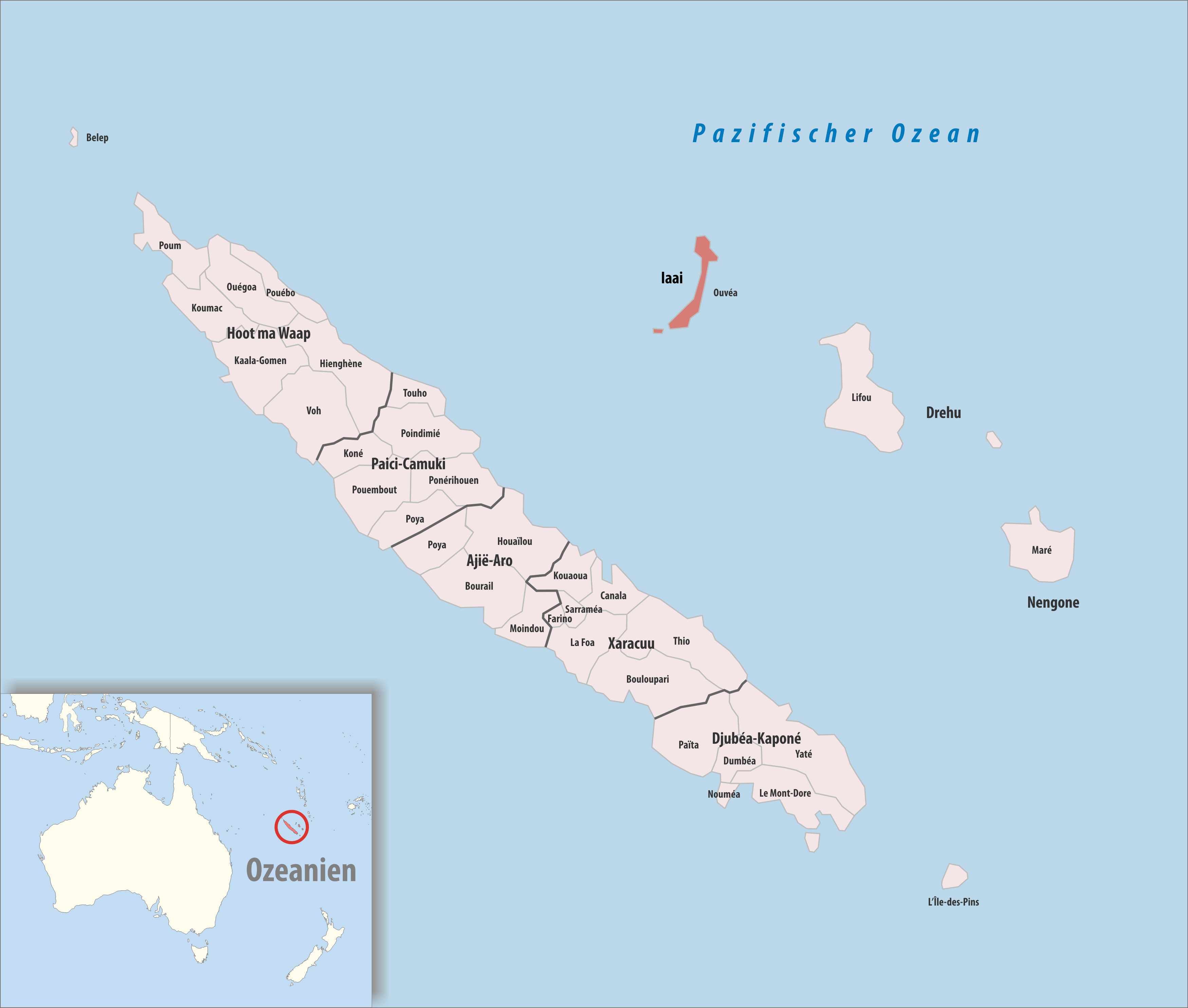
Localisation de l'aire coutumière Iaai

Iaai est une aire coutumière de la Nouvelle-Calédonie. Elle correspond à l'île d'Ouvéa dans les Îles Loyauté. Elle porte le nom de l'atoll (Iaai) dans la langue mélanésienne parlée par un peu plus de 1 500 locuteurs sur cet atoll : le iaai. L'autre langue parlée dans l'atoll, le faga uvea, est une langue polynésienne encore utilisée par environ 1 000 personnes.